# Cryptomyzus transiliensis
Cryptomyzus transiliensis är en insektsart. Cryptomyzus transiliensis ingår i släktet Cryptomyzus och familjen långrörsbladlöss. Inga underarter finns listade i Catalogue of Life.